# Rhinopithecus brelichi
El langur gris de nariz chata (Rhinopithecus brelichi), también conocido como mono gris de nariz chata, es una especie de primate catarrino de la familia Cercopithecidae.

## Distribución
Es endémica de China, donde se le conoce como el mono de pelo dorado de Guizhou (黔 金丝猴) o mono gris de pelo dorado (灰 金丝猴). Está amenazada por pérdida de su hábitat. De las tres especies de monos de nariz chata en China, el mono gris de nariz chata es la más amenazada, con una población total de menos de 750 en 20 grupos que sobrevive en la naturaleza. 

## Anatomía
Los machos adultos miden promedio de 637 mm a 690 mm de tamaño, excepto la cola, con un promedio de 846 a 905 mm. Las hembras son más pequeñas que los machos.

## Hábitat
El rango de distribución de los monos grises de nariz chata se limita únicamente a la Reserva Natural de las Montañas Fanjingh Wuling (梵 净) con un total de alrededor de 400 km² (150 millas cuadradas)y a las montañas de la provincia de Guizhou. La elevación del rango de distribución de los monos grises de nariz chata se encuentra entre 500 a 800 m s. n. m. en invierno y 1.400 - 2.200 en los veranos. En invierno, los 20 o más grupos se reúnen para formar tres grandes grupos y dividirse de nuevo en los grupos originales más pequeños en los veranos.
Aunque legalmente protegidos, los monos grises de nariz chata se encuentran bajo una seria amenaza debido a la pérdida de hábitat. La Reserva Natural de las Montañas Fanjing Wuling, montañas en la provincia de Guizhou, que cubre todo el rango de distribución de los monos grises de nariz chata, no se estableció hasta 1978, y debido a las actividades mineras, el esfuerzo de reforestación que dura hasta el día de hoy todavía no es capaz de restaurar el bosque hasta el nivel de mantenimiento  ideal para la supervivencia de los monos.